# Angus Mór MacDonald
Angus Mór MacDonald (gaélique : Aonghas MacDhòmhnaill) (mort en 1296) seigneur d'Islay puis Seigneur des Îles de 1266 à 1296.

## Origine
Angus Mór MacDonald est le fils aîné Donald MacRagnald.

## Vassal de la Norvège
On ne connait rien de sa vie après la disparition de son père mort à une date indéterminée entre 1247 et 1269. Vers 1260 Angus Mór MacDonald règne sur Islay comme vassal du roi Håkon IV de Norvège. Lorsque celui-ci entreprend en 1263 son expédition dans les Hébrides afin de restaurer l'autorité de la Norvège dans la région il s'assure de la fidélité d'Angus en prenant son fils aîné Alexandre Og en otage.

## Vassal de l'Écosse

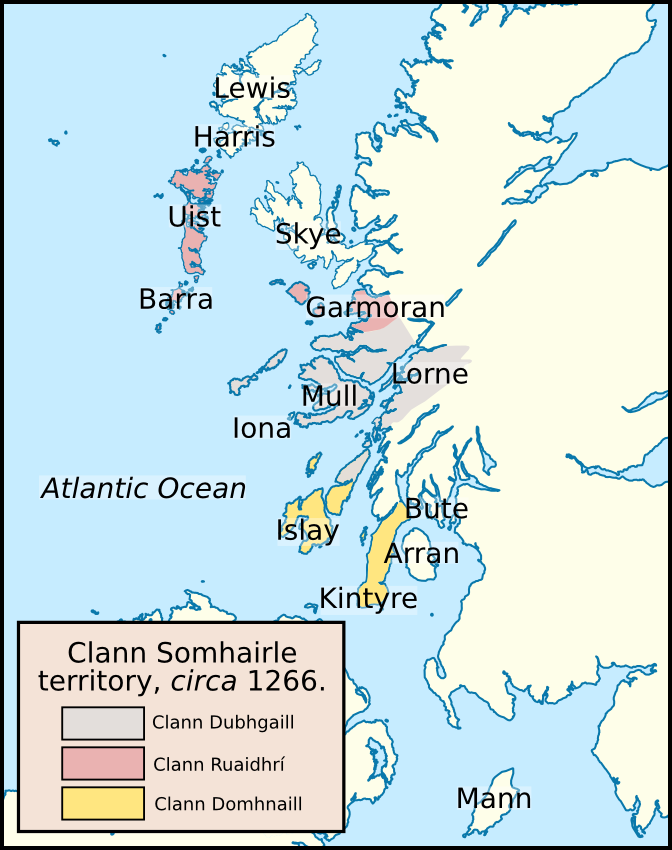
Territoires des clans MacDonald, MacDougall, and MacRory vers 1266.

En 1264 après la mort d'Håkon IV l'année précédente, Alexandre III d'Écosse envoie une armée commandée par le comte de Mar afin d'imposer sa suzeraineté sur les îles et de conquérir l'île de Man. Angus se soumet à lui mais doit donner son plus jeune fils John également en otage.
En 1266 le traité de Perth met fin définitivement à la souveraineté norvégienne sur les Hébrides et Angus en échange de sa loyauté à l'Écosse obtient le titre de Seigneur des Îles en devenant vassal d'Alexandre III
Il devient alors le principal seigneurs des Hébrides et établit son autorité sur les différents descendants de Somerled principalement ses cousins Ewen MacDougall et Alan MacRory avec qui il participe en février 1284 à l'assemblée qui reconnait les droits de Marguerite Ire d'Écosse au trône de son grand-père .
Après la disparition du roi Alexandre III et de Marguerite Ire il est un partisan de Robert Bruce le Compétiteur mais il reconnait Jean Balliol lorsque ce dernier devient roi en 1292.
Après sa mort le surnom de Mór (i.e Grand) lui est attribué. Ses descendants contrôleront les Îles pendant les deux siècles suivants.

## Union et postérité
Angus Mor épouse une fille anonyme de Cailean Mór et laisse trois fils et une fille:
- Alexandre Ier MacDonald, Seigneur des Îles ;
- Angus Og MacDonald, seigneur de Kintyre puis Seigneur des Îles ;
- John/Iain Sprangach MacDonald (en) (mort en 1340), ancêtre des Maclain d'Ardnamurchan ;
- fille (?) épouse de Brian Ó Néill, roi de Tir Éogain.

## Sources
- (en) Mike Ashley The Mammoth Book of British Kings & Queens Robinson (Londes 1998)  (ISBN 1841190969) « Angus Mor (The Great ) » p. 536 et table généalogique n°39 p.  537.
- (en) A.A.M. Duncan & A.L. Brown Proceedings of the society, 1956-57. « Argyll and the Isles in the earlier Middle Ages » p. 192-220.
- (en) John L. Roberts  Lost Kingdoms Celtic Scotland and the Middle Ages Edinburgh University Press (Edinburgh 1997)  (ISBN 0748609105). p. 109-110, 112, 115, 129-131, table généalogique 5.2 p. 99.